# Pierre Carlier
Pour les articles homonymes, voir Pierre Carlier (historien) et Carlier.
Pierre Charles Joseph Carlier, dit Pierre Carlier, né le 16 mars 1794 à Champigny-sur-Yonne et mort le 31 mars 1858 à Sens, est un homme politique et un administrateur de police français.

## Biographie
Pierre Carlier est chef de la police pendant les révolutions de 1830 et de 1848. En 1848, il devint membre du conseil général de l’Yonne (il sera réélu en 1852 et 1855). En 1849, rallié à la cause de Louis-Napoléon Bonaparte, il est nommé préfet de police de Paris le 8 novembre 1849. Le 5 février 1850, il ordonne d'arracher tous les arbres de la liberté plantés en 1848.
En 1850, alors qu'il est préfet de Paris, il organise la Loterie des lingots d'or.
Il est un temps de ceux qui préparent, avec le prince-président et futur empereur Napoléon III, le coup d'État du 2 décembre 1851, participant dès le 20 août 1851 à la réunion des conjurés. Mais il est relevé et écarté en octobre 1851, ses plans étant jugés inadaptés et lui-même étant suspecté d'être trop proche des royalistes et du général Changarnier, monarchiste. Dès le 8 décembre 1851, Bonaparte le charge d’une mission extraordinaire de commissaire du gouvernement pour les départements du Cher, de l’Allier et de la Nièvre. Il est ensuite promu conseiller d'État.

### Vie privée
En 1820, Pierre Carlier épouse Bérénice Hahn, dont il a eu deux filles. Il meurt le 31 mars 1858 à Sens.
Il fut propriétaire du château de Thorigny-sur-Oreuse (Yonne).